# Williamodendron cinnamomeum
Williamodendron cinnamomeum är en lagerväxtart som beskrevs av H. van der Werff. Williamodendron cinnamomeum ingår i släktet Williamodendron och familjen lagerväxter. Inga underarter finns listade i Catalogue of Life.